# Dicerca querci
Dicerca querci är en skalbaggsart som beskrevs av Knull 1941. Dicerca querci ingår i släktet Dicerca och familjen praktbaggar. Inga underarter finns listade i Catalogue of Life.